# Инная Слобода
Инная Слобода — село в Шацком районе Рязанской области в составе Ямбирнского сельского поселения.

## Географическое положение
Село Инная Слобода расположено на Окско-Донской равнине на левом берегу реки Цны в 26 км к северо-востоку от города Шацка. Расстояние от села до районного центра Шацк по автодороге — 32 км.
К востоку от села расположена река Цна, югу — заброшенный каменно-известковый карьер. Ближайшие населенные пункты — село Ямбирно и деревни Лесная Слобода и Ужово.

## Население
| 1989 | 2010 | 2012 |
| ---- | ---- | ---- |
| 193  | ↘146 | ↗159 |

## Происхождение названия
Согласно «Толковому словарю» В. Даля, инный, иновый, иной — некий, -кой, который; инший, иной — другой, не этот.
Первый компонент названия села — «инная» имеет значение «иная, другая», и появился благодаря расположению села недалеко от ещё одной Слободы — Лесной.
Что касается второй части названия, то раньше слободами называли населенные пункты, жители которых пользовались определёнными льготами и привилегиями. Само слово «слободка», «слобода» есть искаженное «свобода» (послабление, послабить, ослабить, слабить). Феодал нередко разрешал группе охочих вольных людей поселиться на участке своей пустующей земли, а чтобы заселение шло успешнее, давал переселенцам различные льготы и привилегии в податях на определённый срок. Жители слободы были подсудны только своему феодалу и находились под его покровительством. По истечении срока они становились обычными поселенцами и уравнивались в правах с жителями окрестных сел. Но за этими селениями нередко сохранялись названия Слобода, Слободка.
Вплоть до начала XX в. село носило название Инина Слобода.

## История
Инина Слобода впервые упоминается в качестве деревни, находившейся в вотчине великой инокини Марфы Ивановны, в писцовых книгах Федора Чеботова по Верхоценской волости Шацкого уезда за 1623 год, где ей дается следующее описание:
«Деревня Инина Слобода на реке на Цне, в ней крестьянские пашни 2 четьи, да мордовской пахаты 35 четьи, и обоего в Ининой Слободе крестьянские и мордовские пахаты 37 четьи в поле, а в дву потомуж. И всего Верхоценские волости в нижниех мордовских пяти деревнях крестьянские пашни 119 четьи с осминой и с четвериком, да новые пашни из переложные земли 6 четьи, да мордовские пашни 178 четьи с осминою, да новые пашни из переложные земли 4 четьи…….. сена в четырёх деревнях кроме Ининой по конец поль и по врагу и на селищах 648 копен.
…Деревня Инина Слобода на реке на Цне пашни вытчиковы 160 четвертей. Под сенные покосы 30 десятин, а четвертми иметца 20 четвертей. Животинного выпуску 20 десятин, а четвертми иметца 30 четвертей с третником. Вытной земли и сенных покосов 50 десятин, а четвертми иметца 33 четверти с третником. Лесов и всяких неугодных мест 41 десятина, а четвертми иметца 27 четвертей с третником. Всего 254 четверти в поле, а в дву потомуж.
Межа той земле и сенным покосам и животинным выпускам столб что у реки Цны в полугоре по меже подле реки Цны до столба Ининой Слободы и до животинного выпуска с ынинскаго мосту подле реки Цны да ининские пашни меж Цны реки и Конопного озера подле монастырской земли Вышенские пустыни. Межа тое ж Ининой Слободы тяглой земле крестьянской от водяных кре меж водяных кре у проезжей дороги на новосельской земле столб. По меже на праве земли Ининой Слободы тяглая, на леве разных сел оброчная земля, от столба Крымскою дорогою к оброчному полю до столба, а от того столба по меже прямо мимо помесной земли шацкого Колькуна мурзы князь Кудашева, а столб в ынинской земли против межеваго рубежа деревни Ернеевских Усад с поместною землею Колькуна мурзы князь Кудашева с товарищи на лево по меже деревни Ернеевских Усад с монастырскою землею Вышенские пустыни».
Позднее деревня Инина Слобода числилась дворцовою, а её крестьяне приняли активное участие в Крестьянской войне 1670—1671 гг. под руководством С. Т. Разина, о чём царю Алексею Михайловичу 10 октября 1670 года доносил стряпчий и полковой воевода Степан Иванович Хрущев:
«В нынешнем, государь, октябре в 10-й день писал ко мне, холопу твоему, из Шацкого воевода Андрей Остафьев, а в отписке ево, государь, написано: прибежали де в Шацкой шацкие сторожевые казаки Екимка Ковылин с товарыщем от Керенского лесу из Ининой Слободы, а в распросе де, государь, перед ним сказали: были де они для вестей в Ининой Слободе, и того ж де, государь, числа пришел в тое слободу из Керенска крестьянин, а сказывал де, государь, им, что Керенск город воровские люди взяли и из Керенска идут в Шацкой, а в Ининой де Свободе крестьяне через реку Цну мостят мост, а в тот же де день чает их в Инину Свободу, а Инина де Слобода от Шацкого всего в 20 верстах».
12 октября 1670 г. соответствующее донесение царю отправил и шацкий городовой воевода Андрей Астафьев:
«Государю царю и великому князю Алексею Михайловичу всея Великия и Малыя и Белыя Росии самодержцу, холоп твой Андрюшка Остафьев челом бьет…..Да того ж, государь, числа шацких сел воевода Василей Строев посылал в твою государеву в дворцовую Инину Слободу для проведованья тех же воровских казаков поляка Лунку Алексеева, и он де Лунка прибежал к нему Василию и в распросе сказал, что де в той Слободе объявились воровские казаки, да он же Лунка видел у них два значка, а та Слобода от Шатцка в 20 верстах».

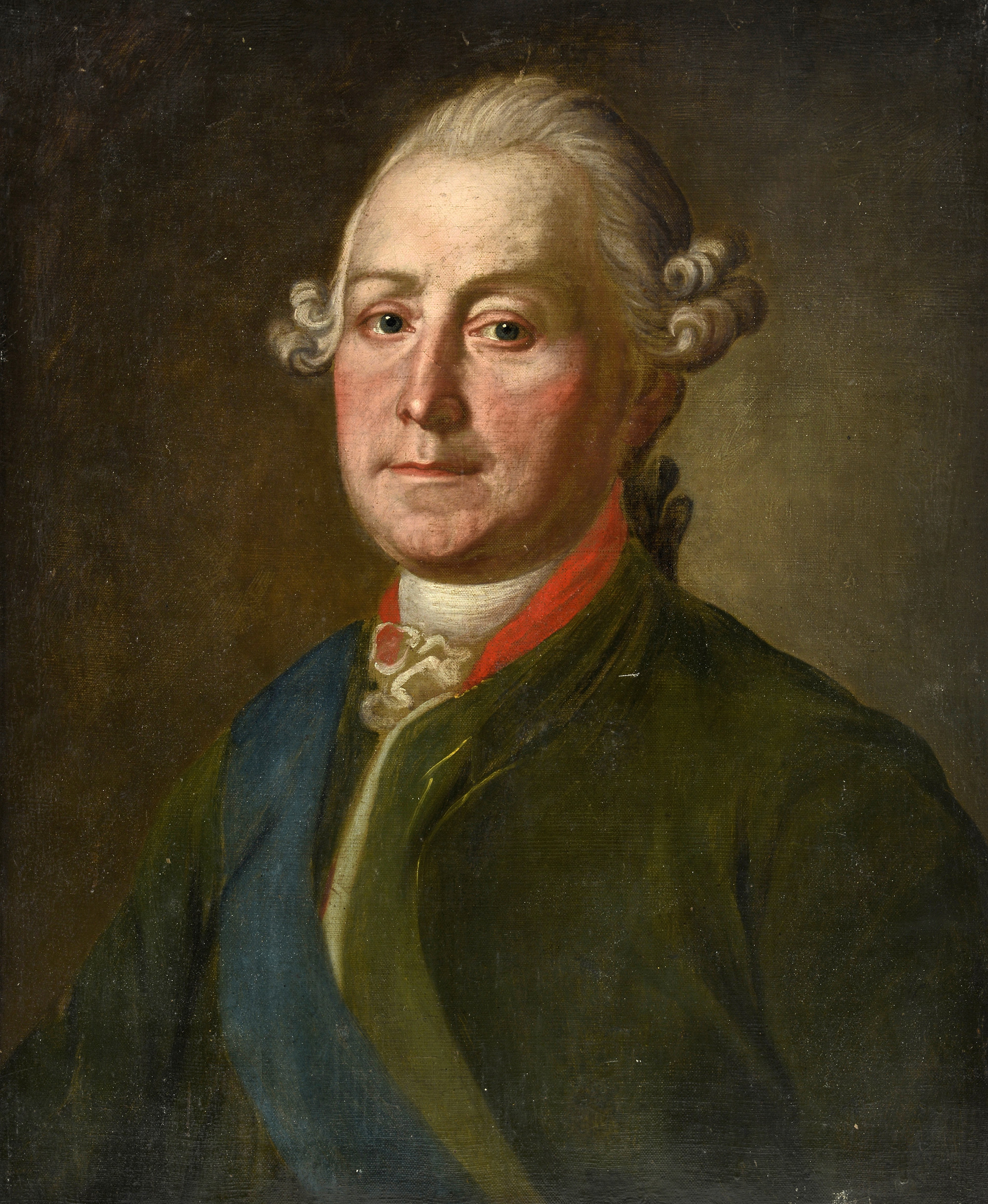
Лев Александрович Нарышкин (1733—1799), обер-шталмейстер, владелец села Инная Слобода.

По данным переписных книг за 1710 год деревня Инина Слобода числилась в вотчине за Александром и Иваном Львовичами Нарышкинами, и в ней насчитывалось 11 крестьянских дворов, в коих проживало 48 душ мужского и 52 женского пола.
По итогам 3-й ревизии в 1764 года Инина Слобода числится уже как село с Преображенской церковью, вотчина обер-шталмейстера Льва Александровича Нарышкина (1733÷1799 гг.), и в нём насчитывалось 83 двора, в коих проживало 219 душ мужского и 220 женского пола. Село Инина Слобода принадлежало Нарышкиным и позднее, последним её владельцем перед отменой крепостного права был обер-камергер и тайный советник Эммануил Дмитриевич Нарышкин (1813÷1901 гг.)

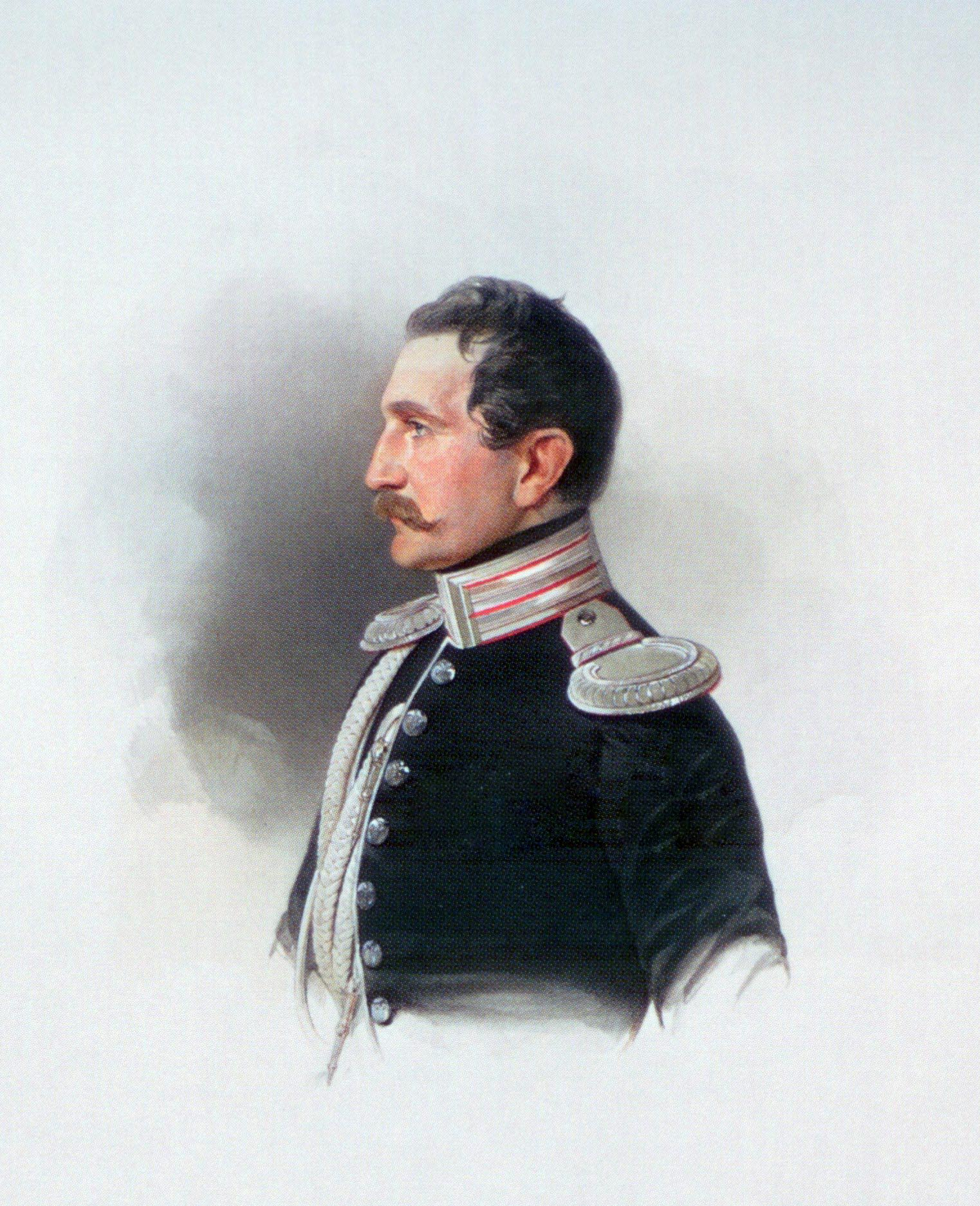
Эммануил Дмитриевич Нарышкин (1813—1901), обер-камергер и тайный советник, владелец села Инная Слобода.

В 1867 году на средства прихожан в Ининой Слободе на месте старого ветхого был построен новый деревянный теплый храм во имя Преображения Господня.
По штату причт Преображенского храма состоял из 1 священника и 1 псаломщика. За церковью числилось 2 десятины усадебной и 33 десятины пахотной земли вблизи храма, удобной. Земля давала годового дохода 300 руб., братский годовой доход составлял от 400 до 470 руб. От казны платилось содержание: священнику 300 руб. и псаломщику 100 руб. Дома у причта были собственные.
В состав прихода Преображенской церкви села Инина Слобода входили также близлежащие деревни Ямбирно и Лесная Слобода.
К 1911 году, по данным А. Е. Андриевского, в селе Инина Слобода насчитывалось 170 дворов, в коих проживало 621 душ мужского и 636 женского пола. Основную массу населения составляла мещера. В селе имелись также старообрядцы поморского согласия — 2 души женского пола. Население занималось земледелием. Душевой надел местных крестьян составлял ¾ десятины, и из-за малоземелья они работали также на местных заводах и занимались подсобными промыслами — выделкою овчин и кож.
Помимо Преображенской церкви в селе Инина Слобода имелись крахмальный и масляный заводы (позднее, в результате размежевания, оказались на территории села Ямбирно), лесные угодья за рекой Цной, церковно-приходское попечительство, небольшая церковная библиотека в 128 томов и смешанная церковно-приходская школа.
Выселками из села Инная Слобода является деревня Лесная Слобода Шацкого района Рязанской области.

## Транспорт
Основные грузо- и пассажироперевозки осуществляются автомобильным транспортом. Село Инная Слобода имеет выезд на проходящую поблизости автомобильную дорогу федерального значения М5. Ранее, вплоть до конца XX в., в качестве транспортной артерии использовалась также река Цна: в южной части села расположена пристань (якорная стоянка) «Ямбирно».